# Daucus durieua
Daucus durieua är en flockblommig växtart som beskrevs av Johan Martin Christian Lange. Daucus durieua ingår i släktet morötter, och familjen flockblommiga växter. Inga underarter finns listade i Catalogue of Life.